# Effet de halo
Pour les articles homonymes, voir Halo.
L’effet de halo, effet de notoriété ou encore effet de contamination, est un biais cognitif qui affecte la perception des gens ou de marques. C'est une interprétation et une perception sélective d'informations allant dans le sens d'une première impression (« il ne voit que ce qu'il veut bien voir »). Il a été mis en évidence de manière empirique par Edward Thorndike en 1920 et démontré par Solomon Asch en 1946. Une caractéristique jugée positive à propos d'une personne ou d'un groupe de personnes a tendance à rendre plus positives les autres caractéristiques de cette personne, même sans les connaître (et inversement pour une caractéristique négative).

## En psychologie
L'effet de halo est défini en psychologie comme une distorsion de la perception (ou un biais cognitif) qui affecte la manière dont les gens interprètent les informations concernant une personne sur laquelle ils se sont formés une impression positive globale. Par exemple, si une personne apprend que quelqu'un dont elle a une impression positive a fraudé les impôts, elle aura tendance à ignorer ou à minimiser la signification de cette nouvelle information qui contredit son impression globale déjà constituée. Elle peut même en arriver à penser que le fraudeur a simplement fait une erreur, ce qui la dispense de remettre en cause son impression globale. L'effet de halo est la tendance que nous avons à évaluer un individu à de façon positive pour de nombreux traits en raison d'une croyance commune. Bresson distingue l’effet de halo affectif (juger positivement sur d’autres traits quelqu’un qu’on trouve sympathique) et l’effet de halo cognitif (juger positivement sur différents critères quelqu’un dont on nous a dit du bien par ailleurs).

## Applications
Cet effet pourrait jouer un rôle dans le racisme.[pertinence contestée]
Margaret Clifford et Elaine Walster ont montré, en 1973, que des enfants étaient jugés plus intelligents que d'autres par leurs enseignants sur la base de leur attrait physique.
Il s'applique notamment à l'intervieweur et correspond à la tendance selon laquelle son jugement, à propos d'une seule caractéristique de l'interviewé, influe très fortement sur l'impression globale que l'intervieweur a de l'interviewé. Par exemple, le port de lunettes aurait tendance à entraîner un jugement plus favorable sur les dispositions intellectuelles.
Cela vaut également pour les marques. Une étude[réf. souhaitée] d'image avait demandé au milieu des années 1960 à des consommateurs de désigner les constructeurs allemands fabriquant les meilleurs tourne-disques. Ce fut le nom de Grundig qui arriva en tête, alors que Grundig ne commercialisait pas de tourne-disques.
Cet effet se manifeste notamment quand les réponses à un point d'un questionnaire sont induites par les réponses précédentes, par souci de cohérence.

## Effet de halo positif et négatif
Si la première impression sur la personne est favorable, ce biais perceptif tend à interpréter favorablement ce que cette personne dit ou fait. C'est l'effet halo positif. À l’inverse, si la première impression est défavorable, ce biais perceptif tend à voir la personne sous un prisme négatif. C'est l'effet halo négatif.

## L'effet de halo dans différents domaines
(avril 2025).

### L'effet de halo dans le  monde professionnel
Au travail, le côté vestimentaire a un impact clair sur l'impression dégagée : Un employé avec un costume et une cravate est souvent vu comme un supérieur hiérarchique et ayant une certaine autorité à l'inverse d'un employé portant un jeans et un t-shirt.
On peut retrouver l'effet de halo également sur le rang social à l'université où une personne émérite est vue comme plus douée et plus grande physiquement.
Ce phénomène est aussi présent lors de recrutement par certains recruteurs . Une personne perçue comme belle aura peut être plus de chances d’être recrutée car considérée plus intelligente et plus compétente, elle peut également bénéficier de prétentions salariales plus élevées. La taille d'une personne a aussi un impact sur le montant du salaire.

### L'effet de halo et le marketing
L'effet de halo s'applique aux objets comme aux personnes. Les commerçants l'exploitent en faveur de leurs produits et services et le lier avec la notion de figure d'autorité. Les consommateurs peuvent avoir des préférences pour des produits qu'ils n'ont jamais utilisé uniquement parce qu'ils ont vécu des expériences positives avec des produits de la même marque.

### L'effet de halo en politique
Des études montrent que les candidats jugés plus attirants sont toujours perçus comme plus compétents.

### L'effet de halo dans le système judiciaire
L'effet de halo est aussi présent dans les tribunaux. Dans une étude, il a été demandé à des participants de faire partie d'un jury factice. Il a été remarqué que lorsqu'une personne était attirante, les personnes désignées comme jurés étaient moins convaincues que la personne était coupable et elles leur infligeaient des peines plus légères.

### L'effet de halo au niveau scolaire
Dans une étude, on a donné des essais à des étudiants masculins pour qu'ils les lisent. Certains étaient de bonne qualité alors que d'autres étaient volontairement mal écrits. Chaque essai était accompagné d'une photo soit d'une femme attirante, d'une femme peu attirante ou sans photo. La surprise était que les étudiants qui ont lu des essais de mauvaise qualité les ont bien évalués lorsqu'ils étaient accompagnés d'une photo de femme attirante. L'effet de halo peut se combiner avec l'Effet Pygmalion où les attentes envers une personne proviennent d'un élément favorisant remarqué chez elle et que ceci est généralisé quant à ses aptitudes et capacités.
Les enseignants et les étudiants peuvent être victimes de l'effet de halo. Dans une étude, des chercheurs ont enregistré deux vidéos : la première montre un enseignant qui se comporte très chaleureusement avec son étudiante et dans la deuxième vidéo, l'étudiante est mal traitée par son enseignant. Ensuite, les chercheurs ont montré ces deux vidéos à un groupe d'étudiants en leur demandant d'évaluer l'enseignant sur des traits de caractère non montrés dans la vidéo. Ceux qui ont vu la première vidéo ont jugé l'enseignant positivement sur tous les autres traits. À l'inverse, les étudiants qui ont vu la deuxième vidéo ont jugé négativement l'enseignant sur tous les autres traits.

## Qu'est ce qui déclenche l'effet de halo
Il y a de très fortes chances que l'effet de halo se déclenche quand la personne en face est non familière. À l'inverse, si la personne est familière, elle sera jugée sur la base de ses comportements. Fisicaro & Lance ont introduit trois modèles pouvant expliquer l'effet de halo. Le premier modèle, appelé modèle d'impression générale, permet de former une impression globale des capacités et de la personnalité d'autrui et a un impact sur la perception de ses autres caractéristiques individuelles. Le deuxième modèle, appelé modèle de la dimension saillante, énonce que la façon dont les gens perçoivent une caractéristique individuelle affecte leur évaluation des autres caractéristiques de cette personne. Le troisième modèle, appelé modèle de discrimination inadéquate, se réfère à l'incapacité de l'évaluateur à identifier les différents comportements de la personne évaluée.

## Comment se protéger de l'effet de halo
Le fait de connaître l'effet de halo ne permet pas de s'en protéger. La preuve en est que les chercheurs dans l'étude montrant l'enseignant avec une étudiante ont modifié l'expérience et ont expliqué l'effet de halo aux participants avant de leur montrer les deux vidéos et de leur demander d'évaluer l'enseignant. Les explications sur cet effet de halo n'ont rien changé aux évaluations des participants.
Il existe différentes manières d'améliorer la première impression et donc d'éviter l'effet de halo. Par exemple, il vaut mieux éviter de parler de ses défauts avant de bien connaitre la personne à laquelle on s'adresse. Pour laisser une bonne impression, mieux vaut parler de ses qualités et compétences. Apprendre l'art du charisme et de la communication aide à laisser une bonne impression. Et pour ne pas porter des jugements injustifiés sur d'autres personnes, chaque personne est invitée à réévaluer l'opinion qu'elle a envers d'autres personnes qu'elle ne connait pas très bien. Elle pourra être surprise de constater qu'elles ne sont pas totalement bonnes ou mauvaises, d'où l’intérêt de multiplier les contacts avec les autres pour se forger une image plus objective d'eux.